# Santa Cruz do Sul
Santa Cruz do Sul är en stad och kommun i Brasilien och ligger i delstaten Rio Grande do Sul. Folkmängden i kommunen uppgick år 2014 till cirka 125 000 invånare.

## Administrativ indelning
Kommunen var 2010 indelad i åtta distrikt:
- Alto Paredão
- Boa Vista
- Monte Alverne
- Rio Pardinho
- Santa Cruz do Sul
- São José da Reserva
- São Martinho
- Saraiva